# ریتا بلانکو
ریتا بلانکو (انگلیسی: Rita Blanco؛ زادهٔ ۱۱ ژانویهٔ ۱۹۶۳) یک هنرپیشه اهل پرتغال است. وی از سال ۱۹۸۳ میلادی تاکنون مشغول فعالیت بوده‌است.
از فیلم‌ها یا برنامه‌های تلویزیونی که وی در آن نقش داشته است می‌توان به عشق اشاره کرد.